# Sparta (rakieta)
Sparta (bądź Redstone Sparta) – rakieta nośna o niskim udźwigu, wykorzystywana do lotów testowych głowic powrotnych oraz wynoszenia satelitów na orbitę polarną, konstrukcyjnie oparta na pocisku krótkiego zasięgu SSM-A-14 Redstone.

## Starty
1. 28 listopada 1966, 12:15 GMT; s/n SV-1; miejsce startu: Strefa Zakazana Woomera (LA-8), Australia
Ładunek: testowa głowica powrotna; Uwagi: start nieudany - awaria 1. stopnia.
2. 13 grudnia 1966, 11:50 GMT; s/n SV-2; miejsce startu: Strefa Zakazana Woomera (LA-8), Australia
Ładunek: testowa głowica powrotna; Uwagi: start udany - lot suborbitalny, apogeum 90 km
3. 20 kwietnia 1967, 08:37 GMT; s/n SV-3; miejsce startu: Strefa Zakazana Woomera (LA-8), Australia
Ładunek: testowa głowica powrotna; Uwagi: start udany - lot suborbitalny, apogeum 90 km
4. 4 lipca 1967, 23:07 GMT; s/n SV-4; miejsce startu: Strefa Zakazana Woomera (LA-8), Australia
Ładunek: testowa głowica powrotna; Uwagi: start udany - lot suborbitalny, apogeum 90 km
5. 24 lipca 1967, 16:43 GMT; s/n SV-5; miejsce startu: Strefa Zakazana Woomera (LA-8), Australia
Ładunek: testowa głowica powrotna; Uwagi: start udany - lot suborbitalny, apogeum 90 km
6. 17 sierpnia 1967, 19:46 GMT; s/n SV-6; miejsce startu: Strefa Zakazana Woomera (LA-8), Australia
Ładunek: testowa głowica powrotna; Uwagi: start udany - lot suborbitalny, apogeum 90 km
7. 15 września 1967, 16:17 GMT; s/n SV-7; miejsce startu: Strefa Zakazana Woomera (LA-8), Australia
Ładunek: testowa głowica powrotna; Uwagi: start udany - lot suborbitalny, apogeum 91 km
8. 11 października 1967, 16:22 GMT; s/n SV-8; miejsce startu: Strefa Zakazana Woomera (LA-8), Australia
Ładunek: testowa głowica powrotna; Uwagi: start udany - lot suborbitalny, apogeum 137 km
9. 31 października 1967, 13:14 GMT; s/n SV-9; miejsce startu: Strefa Zakazana Woomera (LA-8), Australia
Ładunek: testowa głowica powrotna; Uwagi: start udany - lot suborbitalny, apogeum 111 km
10. 29 listopada 1967, 04:49 GMT; s/n SV-10; miejsce startu: Strefa Zakazana Woomera (LA-8), Australia
Ładunek: WRESAT; Uwagi: start udany